# マヤ遺跡一覧

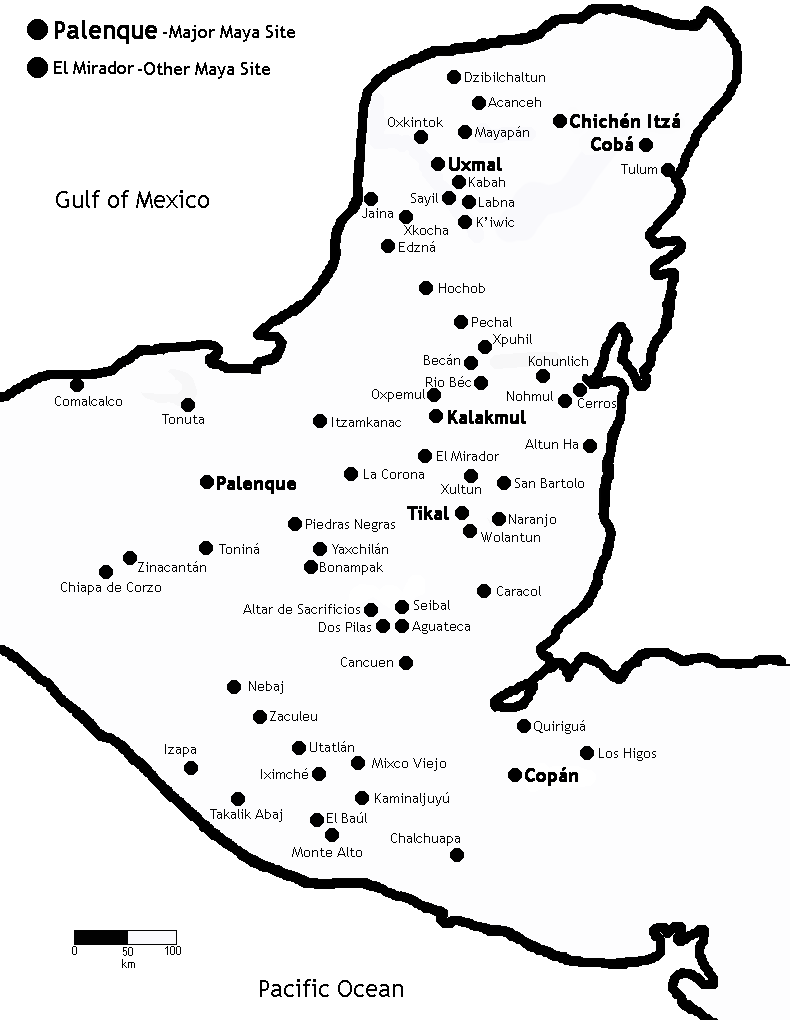
マヤ遺跡マップ

マヤ遺跡一覧は、メソアメリカ地域に存在するマヤ文明の遺跡の一覧である。一般的な遺跡名のスペイン語発音もしくは日本語表記に従い、片仮名順に掲載するものとする。
マヤ文明を構成する人々とその文化は、現在のグアテマラ、ベリーズ、ホンジュラス、エルサルバドル、メキシコに含まれるテワンテペク地峡からユカタン半島全域までのメソアメリカ地域南部において、2500年以上の長きにわたり繁栄を誇っていた。
考古学的な調査と研究によって数百ものマヤ遺跡が記録されてきたが、比較的小規模な調査のみ、未調査、もしくは未発見の遺跡は無数に存在する（現在判明している遺跡だけでも4400ヵ所を超えている）。本記事で列挙された一覧は必然的に完全なものとはなりえないが、大規模または進行中の調査によって判明している重要な遺跡は網羅されている。
| 目次                 | 目次 | 目次 | 目次 | 目次 | 目次 | 目次 | 目次 | 目次 | 目次 | 目次 |    |
| -------------------- | ---- | ---- | ---- | ---- | ---- | ---- | ---- | ---- | ---- | ---- | -- |
| 特に重要とされる遺跡 | ア   | イ   | ウ   | エ   | オ   |      | ハ   | ヒ   | フ   | ヘ   | ホ |
| 注釈                 | カ   | キ   | ク   | ケ   | コ   |      | マ   | ミ   | ム   | メ   | モ |
| 参考文献             | サ   | シ   | ス   | セ   | ソ   |      | ヤ   |      | ユ   |      | ヨ |
| 外部リンク           | タ   | チ   | ツ   | テ   | ト   |      | ラ   | リ   | ル   | レ   | ロ |
|                      | ナ   | ニ   | ヌ   | ネ   | ノ   |      | ワ   |      | ヲ   |      | ン |

## 特に重要とされる遺跡
以下に挙げる遺跡は、マヤ文明における各時代区分（形成期、古典期、後古典期）において、大規模かつ政治的影響が大きいもの、または考古学的に重要な発見があったものである。
| 名称               | 国             | 地方         | 活動年代                  | 説明 | 画像 |
| ------------------ | -------------- | ------------ | ------------------------- | --- | ---- |
| ウシュマル         | メキシコ       | ユカタン州   | 古典期後期 - 後古典期前半 | 精緻な彫刻で知られるプウク様式の代表的な遺跡。魔法使いのピラミッド、尼僧院といった遺構がある。1996年、世界遺産に登録された。                                   |      |
| カラクムル         | メキシコ       | カンペチェ州 | 形成期 - 古典期           | 古典期を通じてティカルとライバル関係にあったカーン（蛇）王朝の首都。高さ45メートルのピラミッド、構造物2などがある。2002年、世界遺産に登録された。              |      |
| キリグア           | グアテマラ     | イサバル県   | 古典期                    | 卓越した彫刻の巨大なモニュメントで知られるモタグァ川流域の遺跡。古典期後期にコパンを破り最盛期を迎えた。1981年、世界遺産に登録された。                         |      |
| コパン             | ホンジュラス   | コパン県     | 古典期                    | 立体的な浮き彫りを施した彫刻で知られるモタグァ川流域の大遺跡。神聖文字の階段や、王朝の歴史が刻まれた祭壇Qなどがある。1980年、世界遺産に登録された。            |      |
| チチェン・イッツァ | メキシコ       | ユカタン州   | 古典期後期 - 後古典期前半 | 神秘的なセノーテやトルテカとの関連で知られる後古典期前半マヤ文明における実質的な首都。トルテカ・マヤ様式、プウク様式が混在する。1988年、世界遺産に登録された。 |      |
| ティカル           | グアテマラ     | ペテン県     | 形成期 - 古典期           | カラクムルと古典期マヤの覇権を争った大国の首都。密林の中に高さ50メートル以上の神殿ピラミッドが林立する。1979年、世界遺産に登録された。                         |      |
| パレンケ           | メキシコ       | チアパス州   | 古典期                    | 神殿ピラミッドの下部から王の墓が発見されたことで知られるウスマシンタ川下流域の遺跡。1987年、世界遺産に登録された。                                             |      |
| ホヤ・デ・セレン   | エルサルバドル | ラリベルタ県 | 古典期                    | エルサルバドル西部に位置する古典期マヤの集落の遺構。「中米のボンベイ」として知られ、火山灰により集落が当時のまま残されている。1993年、世界遺産に登録された。   |      |

## ア
- アカンセー en:Acanceh
- アカンムル en:Acanmul
- アグアカテ en:Aguacate
- アグアス・カリエンテス en:Aguas Calientes
- アグアテカ
- アクテ en:Acte
- アクトゥン・トゥニチル・ムカル en:Actun Tunichil Muknal
- アクトゥンカン en:Actuncan
- アケ en:Ake
- アシエンダ・オツック en:Hacienda Hotzuc
- アナイテ en:Anayte'
- アノナル en:Anonal
- アバフ・タカリク
- アラカル en:Halakal
- アラル en:Halal
- アルタミラ en:Altamira
- アルタール・デ・サクリフィシオス
- アルタール・デ・ロス・レイエス en:Altar de los Reyes
- アルトゥン・ハ
- アルトゥンチョン en:Haltunchon
- アルムチル en:Almuchil
- アロヨ・デ・ピエドラ en:Arroyo de Piedra
- イキル en:Ikil
- イサパ
- イサマル en:Izamal
- イシムチェ en:Iximche
- イシュクン en:Ixkun
- イシュテルア en:Ixtelha
- イシュトゥス en:Ixtutz
- イシュマク en:Ichmac
- イシュル en:Ixlu
- イシル enIxil
- イシンテ・サクルク en:Itsimte-Sacluk
- イチュパアトゥン en:Ichpaatun
- イチュムル en:Ichmul
- イツァン en:Itzan
- イツィンテ・バロンチェン en:Bolonchen)
- ウィツナル en:Witzna
- ウォラントゥン en:Uolantun
- ウカナル en:Ucanal
- ウクム en:Ukum
- ウシ en:Uci
- ウシュマル
- ウシュル en:Uxul
- ウンティチュムル en:Huntichmul
- エキス・カスティージョ en:X'Castillo
- エク・バラム en:Ek' Balam
- エクブ en:Ekab
- エズナー
- エル・アンパロ en:El Amparo
- エル・エンカント en:El Encanto
- エル・カリベ en:El Caribe
- エル・サポテ * エル・ソツ en:El Zotz
- エル・チコサポテ en:El Chicozapote
- エル・チョロ en:El Chorro
- エル・ティンタル en:El Tintal
- エル・テンブロール en:El Temblor
- エル・バウル
- エル・パト en:El Pato
- エル・パベジョン en:El Pabellón
- エル・パライソ en:El Paraíso (Maya site)
- エル・パルマール en:El Palmar
- エル・ピラール en:El Pilar
- エル・ペルー El Perú
- エル・ポルトン en:El Portón
- エル・ポルベニール El Porvenir
- エル・ミラドール
- エル・レティロ El Retiro
- エル・ロサル en:El Rosal (Maya site)
- オコプ en:Okop
- オシュキントック en:Oxkintok
- オシュクツカブ en:Oxcutzcab
- オシュペムル en:Oxpemul
- オシュラウントゥン en:Oxlahuntun
- オチョブ en:Hocchob
- オホ・デ・アグア en:Ojo de Agua
- オラクトゥン en:Holactun
- オルトゥン en:Holtun
- オルミゲーロ en:Hormiguero

## カ
- カシュイニック en:Kaxuinic
- カナ en:Kana
- カバー Kabah
- カミナルフュー en:Kaminaljuyu
- カヤル en:Kayal
- カラクムル
- カラコル
- カル・ペチ
- カンキ en:Kanki
- カンクェン en:Cancuen
- カンサクベ en:Cansacbe
- カントゥニ・キン en:Kantunil Kin
- カンペチェ
- キウィック en:Kiuic
- キナル en:Kinal
- キリグア
- グアキテペック en:Guaquitepec
- クエリョ en:Cuello
- クェン・サント en:Quen Santo
- グマルカフ en:Gumarcaj
- コフンリッチ
- コスメル en:Cozumel
- コパン
- コバー
- コマルカルコ en:Comalcalco
- コミタン en:Comitan
- コロサル en:Corozal
- コロニア・ラ・エスペランサ en:Colonia La Esperanza
- コンサクベ en:Consacbe
- コムチェン en:Komchen

## サ
- サイール en:Sayil
- サクアナ en:Sacchana
- サクニクテ en:Sacnicte
- サクペテン en:Zacpeten
- サクル en:Sacul
- サクレウ en:Zaculeu
- サバクチェ en:Sabacche
- サポテ・ボバル en:Zapote Bobal
- サリナス・デ・ロス・ヌエベ・セロス en:Salinas de los Nueve Cerros
- サン・アンドレス San Andrés
- サン・クレメンテ en:San Clemente
- サン・ディエゴ en:San Diego
- サン・バルトロ San Bartolo
- サン・ペドロ en:San Pedro
- サン・ヘルバシオ en:San Gervasio
- サン・ロレンツォ (カンペチェ) en:San Lorenzo (Campeche)
- サン・ロレンツォ (チアパス) en:San Lorenzo (Chiapas)
- サンタ・エレナ・ポコ・ウィニック en:Santa Elena Poco Uinic
- サンタ・リタ・コロサル en:Santa Rita Corozal
- サンタ・ロサ・シュタンパック en:Santa Rosa Xtampak
- サントトン en:Santoton
- シェル・ハ
- シカランゴ en:Xicalango
- シカレ
- シシルア en:Sisilha
- シヴァル en:Cival
- シビルトゥク en:Civiltuk
- ジビルチャルトゥン en:Dzibilchaltun
- ジビルノカク en:Dzibilnocac
- シホ en:Sihó
- シモホーヴェル en:Simojovel
- シュカラチチェツィミン en:Xkalachchetzimin
- シュカルムキン en:Xcalumkin
- シュキチモオク en:Xkichmook
- シュクキカン en:Xkukican
- シュククスク en:Xcucsuc
- シュクロック en:Xculoc
- シュコチカシュ en:Xcochkax
- シュコチャ en:Xcocha
- シュコムベック en:Xkombec
- シュコラルチェ en:Xcoralche
- シュタンパック en:Xtampak
- シュチルハ en:Xutilha
- シュナエブ en:Xnaheb
- シュナントゥニッチ en:Xunantunich
- シュヌクベック en:Xnucbec
- シュパ en:Xupa
- シュプヒル en:Xpujil
- シュマカバトゥン en:Xmakabatun
- シュラパック en:Xlapak
- シュル en:Xul
- シュルトゥン en:Xultun
- シルヴィクトゥク en:Silvituc
- セイバル en:Seibal
- セノティジョ en:Cenotillo
- セロス en:Cerros

## タ
- タスマル
- タビ en:Tabi
- タマリンディート en:Tamarindito
- タヤサル en:Tayasal
- タンカー en:Tancah
- チカンナ en:Chicanna
- チチェン・イッツァ
- チチムル en:Chichmul
- チナア en:Chinaha
- チニキハー en:Chinikiha
- チャクオーベン en:Chacchoben
- チャクムルトゥン en:Chacmultun
- チャパ・デ・コルソ
- チャパヤル en:Chapayal
- チュクティエパ en:Chuctiepa
- チュンウィッツ en:Chunhuitz
- チュンウウブ en:Chunhuhub
- チュンチュクミル en:Chunchucmil
- チンクルティック en:Chinkultic
- ヅィトバルチェ en:Dzitbalche
- ツィバンチェ en:Dzibanche
- ヅィラム en:Dzilam
- ツゥム en:Tzum
- ヅゥラ en:Dzula
- ヅェキルナ en:Dzekilna
- ヅェンカブトゥン en:Dzehkabtun
- ツェンダレス en:Tzendales
- ツォクチェン en:Tzocchen
- ティカル
- ティラ en:Tila
- テチョー en:Techoh
- テナン・プエンテ en:Tenam Puente
- テナン・ロサリオ en:Tenam Rosario
- テラントゥニッチ en:Telantunich
- テレマン en:Teleman
- トゥルム en:Tulum
- トゥンクイ en:Tunkuyi
- ドス・ピラス en:Dos Pilas
- トナロ en:Tonalá
- トニナー en:Tonina
- トポシュテ en:Topoxte
- トルトゥゲーロ en:Tortuguero
- トレス・イスラス en:Tres Islas
- トーコック en:Tohcok

## ナ
- ナクベ en:Nakbe
- ナクム en:Nakum
- ナフ・トゥニッチ洞窟 en:Naj Tunich
- ナランホ en:Naranjo
- ナーチトゥン en:Naachtun
- ニム・リ・プニット en:Nim Li Punit
- ネバフ en:Nebaj
- ノームル en:Nohmul
- ノーパット en:Nohpat

## ハ
- ハイナ島 en:Jaina Island
- パシオン・デル・クリスト en:Pasión del Cristo
- パドレ・ピエドラ * パハラル en:Pajaral
- バラクバル en:Balakbal
- バランク en:Balamkú
- バラントゥン en:Balamtun
- バレリアナ（英語版）[3][4]
- パレンケ
- パンアレ en:Panhale
- パンタレオン en:Pantaleón
- ピエ・デ・ガージョ en:Pie de Gallo
- ピエドラ・ラブラダ en:Piedra Labrada
- ピエドラス・ネグラス
- ピショイ en:Pixoy
- ヒンバル en:Jimbal
- フィンカ・エンカント en:Finca Encanto
- プシルハー en:Pusilha
- ブラックマン・エディ en:Blackman Eddy
- ベイキング・ポット en:Baking Pot
- ベカン en:Becan
- ベジョテ en:Bellote
- ペスタック en:Pestac
- ペチャル en:Pechal
- ベフカル en:Bejucal
- ボナンパク
- ホヌタ en:Jonuta
- ポムチ en:Pomuch
- ポモナー (タバスコ) en:Pomona, Tabasco
- ポモナー (ベリーズ) en:Pomona, Belize
- ポモナー en:Pomona
- ホヤ・デ・セレン
- ホルア en:Jolja'
- ホルムル
- ポロル en:Polol
- ボロンチェン en:Bolonchen

## マ
- マウンテン・カウ en:Mountain Cow
- マシュカヌ en:Maxcanu
- マチャキラー
- マナグア en:Managua (Maya site)
- マニ en:Maní
- マヤパン
- マリオ・アンコナ en:Mario Ancona
- ミシュコ・ビエホ en:Mixco Viejo
- ミナンア en:Minanha
- ミラフローレス en:Miraflores
- ムイル en:Muyil
- ムルチ・ツェカル en:Muluch Tsekal
- ムルチック en:Mulchic
- モトゥル・デ・サン・ホセ en:Motul de San José
- モピラ en:Mopila
- モラール en:Moral
- モンテ・アルト en:Monte Alto

## ヤ
- ヤカルマイ en:Yakalmai
- ヤシュオン en:Yaaxhom
- ヤシュコポイル en:Yaxcopoil
- ヤシュチラン
- ヤシュナ
- ヤシュハ en:Yaxha
- ヤルカバカル en:Yalcabakal
- ヤルトゥトゥ en:Yaltutu
- ユラ en:Yula
- ヨ・オコプ en:Yo'okop

## ラ
- ラ・アメリア en:La Amelia
- ラ・オンラデス en:La Honradez
- ラ・コロナ en:La Corona (The enigmatic "Site Q")
- ラ・スフリカヤ en:La Sufricaya
- ラ・ナヤ en:La Naya
- ラ・パサディータ en:La Pasadita
- ラ・フロリダ en:La Florida
- ラ・ポチトカ en:La Pochitoca
- ラ・ホヤンカ en:La Joyanca
- ラ・マール en:La Mar
- ラ・ミルパ en:La Milpa
- ラ・ムニェカ en:La Muñeca
- ラ・モントゥラル en:La Montura
- ラカンハ en:Lacanha
- ラグナ・ペルディード 2 en:Laguna Perdida II
- ラグニタ en:Lagunita
- ラシュトゥニッチ en:Lashtunich
- ラブナー en:Labna
- ラマナイ
- リオ・アスール en:Río Azul
- リオ・アマリージョ en:Río Amarillo
- リオ・ベック en:Río Bec
- リオ・ミチョル en:Río Michol
- ルイスビジェ en:Louisville
- ルバアントゥン en:Lubaantun
- レスバロン en:Resbalón
- ロス・イゴス en:Los Higos
- ロペス・マテオス en:López Mateos
- ロルトゥン洞窟 en:Loltun

## ワ
- ワイミル en:Uaymil
- ワクタル en:Huacutal
- ワシャクトゥン en:Uaxactun